# ДФТГ міста Києва «Мрія»
Добровольче формування територіальної громади міста Києва «Мрія» (ДФТГ міста Києва «Мрія») — воєнізований підрозділ, сформований на добровільній основі з громадян України, які від початку повномаштабної агресії російської федерації проти України беруть участь у підготовці та виконанні завдань територіальної оборони.

## Історія
28 лютого 2022 року була створена комендантська рота при в/ч А7040, командир роти – суддя Конституційного Суду України Сас Сергій Володимирович; заступник командира роти – суддя Конституційного Суду України Кичун Віктор Іванович.
За рішенням командира в/ч А7040 комендантська рота перепідпорядкована командиру в/ч А7374. Наказом командира в/ч А7374 від 2 березня 2022 року № 11 з метою укомплектування особовим складом окремого підрозділу територіальної оборони міста Києва утворено добровольчу роту з числа суддів Конституційного Суду України, Верховного Суду України, ветеранів силових відомств України, студентів непризивного віку та інших осіб, які відповідно до вимог статті 23 Закону України «Про мобілізаційну підготовку та мобілізацію» не підлягали призову на військову службу під час мобілізації, чисельністю 90 добровольців. Новостворена рота прийнята в оперативне підпорядкування командира в/ч А7374.
7 березня 2022 року командиром в/ч А7374 внесено зміни до наказу від 2 березня 2022 року № 11, якими чисельність вказаної добровольчої роти збільшено та до її складу призначено 164 особи.
На підставі Закону України «Про основи національного спротиву» та на виконання наказу командира в/ч А7374 від 2 березня 2022 року № 11 бійці добровольчої роти проходили навчання з загальновійськової, вогневої підготовки, з тактичної медицини та військової психології та з 2 березня 2022 року цілодобово несли службу з оборони Урядового кварталу в місті Києві, а також залучались СБУ, ГУР Міністерства оборони України, 72 ОМБр та іншими підрозділами Збройних Сил України для виконання бойових розпоряджень по обороні столиці України та Київської області від російського агресора.
Ініціативна група жителів міста Києва з числа бійців вищезазначеної добровольчої роти 7 березня 2022 року на зборах відповідно до п. 9 «Положення про добровольчі формування територіальних громад», затвердженого постановою Кабінету Міністрів України від 29 грудня 2021 р. № 1449 на підставі наказу Командувача Сил територіальної оборони Збройних сил України від 2 березня 2022 року № 3 ухвалила рішення утворити Добровольче формування «Мрія» територіальної громади міста Києва.
Наказом Командувача Сил територіальної оборони Збройних Сил України від 8 березня 2022 року № 13 на підставі подання командира в/ч А7374 від 7 березня 2022 року та протоколу зборів ініціативної групи № 21 від 7 березня 2022 року командиром ДФТГ міста Києва «Мрія» призначено Саса Сергія Володимировича. Відповідно до цього наказу командир в/ч А7374 прийняв добровольче формування міста Києва «Мрія» до безпосереднього керівництва і контролю.
8 березня 2022 року командир ДФТГ міста Києва «Мрія» видав наказ № 1 про початок функціонування ДФТГ міста Києва «Мрія», призначив заступників командира вказаного добровольчого формування та затвердив його структуру.
Добровольці, які були призначені 2 та 7 березня 2022 року до складу добровольчої роти в/ч А7374, уклали контракти з командиром ДФТГ міста Києва «Мрія» та увійшли до складу цього добровольчого формування.
До складу ДФТГ міста Києва «Мрія» ввійшли окремі судді Конституційного Суду України, судді Верховного Суду, судді Вищого антикорупційного Суду України, судді апеляційних та місцевих судів, державні службовці апаратів зазначених судів, народні депутати України, державні службовці Мінсоцполітики, МЗС, адвокати, науковці, ветерани військової служби, правоохоронних органів, НАЗК, НАБУ та спецпідрозділів України (зокрема спецпідрозділів «Альфа» СБУ, ГУР Міноборони України, СЗР), органів прокуратури, студенти ВНЗ, інші добровольці з числа громадян України.
Станом на кінець березня 2025 року понад 300 добровольців ДФТГ міста Києва «Мрія» мобілізовано до лав ЗСУ.  

## Підготовка добровольців
Основною проблемою для більшості добровольців, які на початку повномасштабного російського вторгнення в Україну вступили в ряди ДФТГ міста Києва «Мрія» та встали на захист Батьківщини, була відсутність у них військової підготовки. Тому з перших днів діяльності ДФТГ міста Києва «Мрія» паралельно з виконанням бойових завдань територіальної оборони почало організовувати та проводити навчання з основ загальновійськової, вогневої, тактичної, медичної та психологічної підготовки добровольців: безпосередньо в місці постійної дислокації ДФТГ міста Києва «Мрія» із залученням іноземних інструкторів, а згодом на базі Київського військового ліцею імені Івана Богуна, навчального центру професійної підготовки сил муніципальної безпеки Київської міської військової адміністрації, Навчального центру підготовки до спеціальних дій Міжнародного центру Національної гвардії України, а також Сил спеціальних операцій ЗСУ.
Дві групи добровольців ДФТГ міста Києва «Мрія» пройшли підготовку з оволодіння сучасними засобами озброєння в 25 навчальному центрі для підготовки фахівців військової поліції в Збройних силах України у м. Львові.
З числа добровольців, які проходили підготовку, а також тих, хто мали відповідний досвід служби в ЗСУ, особливо в спепідрозділах, формувалися власні інструктори, які у вільний від виконання завдань тероборони час проводили заняття із добровольцями з основ тактичної медицини, вогневої підготовки, рукопашного бою.
На базі ДФТГ міста Києва «Мрія» функціонують Навчальний центр підготовки пілотів БпЛА та імітаційний тир для навчання операторів NLAW, FIM-92, РПГ-7, де проходять підготовку добровольці, військовослужбовці, працівники державних органів тощо. Навчальний центр підготовки пілотів БпЛА обладнано тренувальними симуляторами, забезпечено методичними посібниками та програмним забезпеченням, необхідними для навчального процесу. Теоретичний курс проводиться в окремих спеціально обладнаних приміщеннях, а практичні заняття – на відкритому полігоні. В Центрі проходять підготовку добровольці ДФТГ міста Києва «Мрія», а також за зверненнями командирів військових частин – військові аеророзвідники. Станом на початок 2025 року Навчальним центром підготовки пілотів БпЛА ДФТГ міста Києва «Мрія» підготовлено понад 6 тис операторів та пілотів БпЛА з числа військовослужбовців Збройних Сил України, добровольців та цивільного населення, а в імітаційному тирі ДФТГ міста Києва «Мрія» пройшло підготовку понад 4 тис добровольців, військовослужбовців Збройних Сил України, працівників правоохоронних органів, ліцеїстів Київського військового ліцею імені Івана Богуна.
Добровольці ДФТГ міста Києва «Мрія», які отримали сертифікати інструктора TCCC ASM, систематично проводили та продовжують проводити заняття та інструктажі для військовослужбовців Збройних Сил України (зокрема за письмовими клопотаннями командирів з виїздом у військові частини), а також цивільного населення з домедичної підготовки за протоколом TCCC.

## Діяльність
Добровольці ДФТГ міста Києва «Мрія» виконували та продовжують виконувати на постійній основі бойові розпорядження (накази) командирів в/ч А7374, в/ч А4076, в/ч А7040, сектору № 3 оборони міста Києва. На виконання цих бойових розпоряджень (наказів) добровольці ДФТГ міста Києва «Мрія» здійснювали охорону та оборону об’єктів критичної інфраструктури міста Києва, брали участь у бойових діях в Київській області (зокрема залучалися відповідними військовими підрозділами), вели боротьбу з диверсійно-розвідувальними групами, ударними БпЛА противника, здійснювали патрулювання з працівниками Національної поліції та залучалися до проведення інших заходів військового характеру. Крім того, добровольці ДФТГ міста Києва «Мрія» на регулярній основі залучаються до протидиверсійних пошукових заходів в місті Києві.
Добровольці ДФТГ міста Києва «Мрія» захопили та передали Збройним Силам України трофейну зброю та техніку, зокрема три російські танки з комплектом боєприпасів. Крім того, один з добровольців ДФТГ міста Києва «Мрія» в перші дні війни знищив російський гелікоптер К-52, що здійснив вимушену посадку в Київській області, та зняв з нього 30-мм гармату 2А42, яку в подальшому було передано одному з підрозділів ЗСУ.

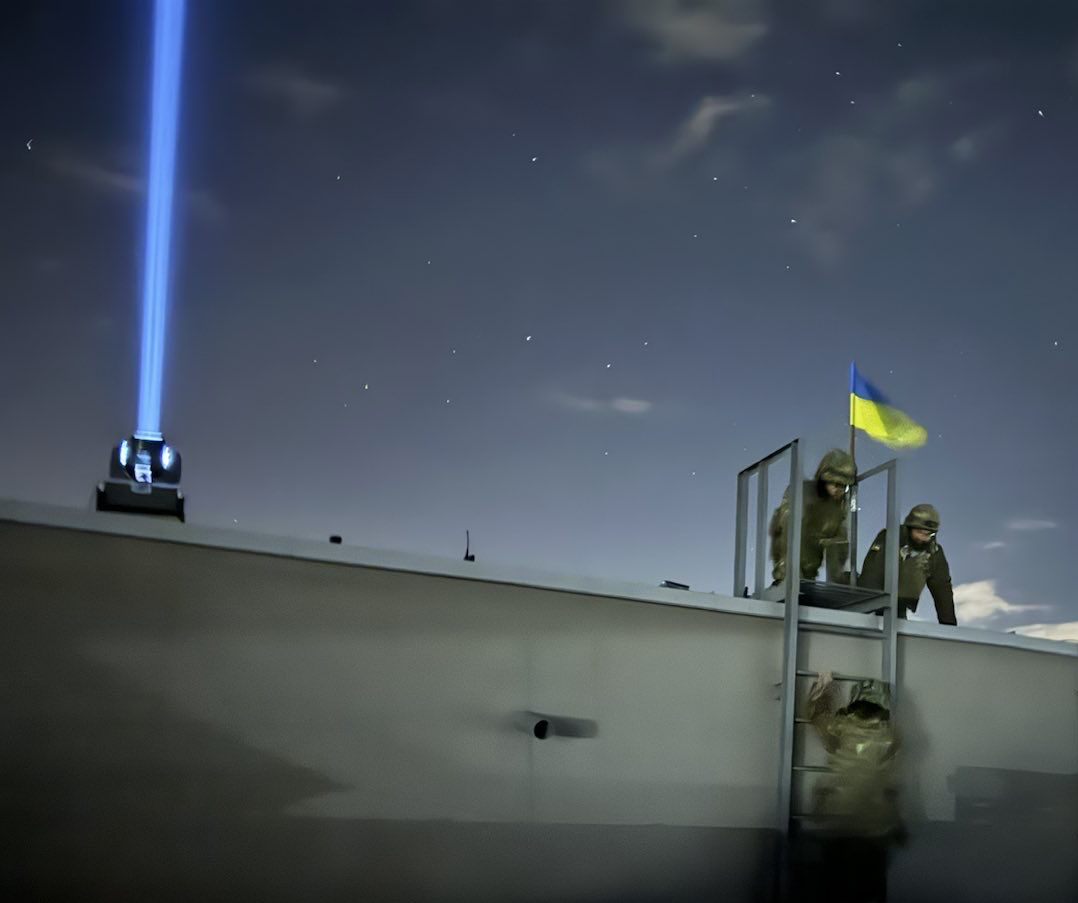
Добровольці на бойовому чергуванні

На осінь 2022 року російський агресор почав застосовувати новий спосіб завдання шкоди Україні безпілотними літальними апаратами іранського виробництва «Shahed-136» (Герань-2). Після першої атаки цими БпЛА по Києву командування 3 сектору оборони міста Києва ухвалило рішення про покладання важливої місії із захисту повітряного простору нашої столиці на вогневі групи ДФТГ «Мрія» . Одночасно, в ДФТГ міста Києва «Мрія» було окреслено задачу з розроблення і виготовлення зенітних турелей для встановлення наявних кулеметів на визначені вогневі позиції.
Першу турель було придбано на одному з підприємств міста Києва. Наступні турелі було виготовлено в тісній кооперації із групою майстрів-волонтерів за власні кошти добровольців. В процесі виготовлення турелей постійно вносились корективи в їх прототип. Результатом кропіткої роботи стало обладнання всіх постів, на яких чергують добровольці ДФТГ міста Києва «Мрія», турелями, що дозволяють ефективно виконувати визначені бойові завдання зі знищення ворожих БпЛА. Чіткий розподіл обов'язків та злагоджені дії добровольців ДФТГ міста Києва «Мрія» на вогневих позиціях дали змогу знищити ударні БпЛА противника та забезпечити збереження критичних об’єктів інфраструктури міста Києва.
Зброя, яка надходила до ДФТГ міста Києва «Мрія», не завжди була в справному стані, але зусиллями формування була відновлена і видана для несення служби. Крім того, добровольці ДФТГ міста Києва «Мрія» протягом всього періоду функціонування надавали допомогу в/ч А7374 в ремонті та відновленні стрілецької зброї, сприяли виготовленню боєприпасів для скидів з безпілотників, які в подальшому були передані в підрозділ аеророзвідки в/ч А7374 для оборони міста-фортеці Бахмут.
Добровольці ДФТГ міста Києва «Мрія» в складі п’ятьох мобільних груп надали допомогу жертвам катувань, насильства, рідним та близьким загиблих осіб у написанні заяв про вчинення російськими військовими злочинів. Складено понад 1700 заяв про вчинення воєнних злочинів щодо мешканців міста Києва та Київської області, Чернігівської області, які направлено до Офісу генерального прокурора та інших правоохоронних органів. Цим було забезпечено виконання добровольчим формуванням вимог п. 13. ч. 3 статті 3 Закону України «Про основи національного спротиву». При наданні юридичної допомоги мешканцям деокупованих населених пунктів також надано гуманітарну допомогу: продукти харчування, одяг медикаменти.
Добровольці ДФТГ міста Києва «Мрія» на регулярній основі надають волонтерську допомогу в/ч А7374 та в інші підрозділи ЗСУ, які безпосередньо залучені до ведення бойових дій.
У складі ДФТГ міста Києва «Мрія» створено окремий медичний підрозділ, який надає гуманітарну допомогу: товари медичного призначення, зокрема для забезпечення військових частин, для допомоги громадам, в зону бойових дій.
Після деокупації районів Київської області медична служба ДФТГ міста Києва «Мрія» брала активну участь у проведенні первинного огляду, готувала лікарські висновки та безоплатно забезпечувала медикаментами жителів деокупованих територіальних громад.
Значний обсяг медичної допомоги було передано військовим формуванням, які безпосередньо перебувають в зоні бойових дій, а також в деокупований Херсон, у тому числі після затоплення у зв’язку з підривом окупантами Каховської ГЕС.
На базі одного з промислових підприємств створено підрозділ з числа добровольців ДФТГ «Мрія», які мають відповідну технічну підготовку, та займаються переобладнанням вантажних автомобілів TATRA на самохідні артилерійські установки, обладнані 100 мм гарматами. Чотири таких установки вже передано до ГУР МО України та дві установки до в/ч А4076 та вже успішно використовуються на лінії зіткнення.
В структурі ДФТГ міста Києва «Мрія» з березня 2022 року функціонує центр стратегічного аналізу. Добровольцями ДФТГ міста Києва «Мрія», які входять до складу Центру було надано допомогу розвідникам у легалізації інформації через провідні українські ЗМІ. Центром здійснено підготовку й поширення серед закордонних ЗМІ, політичних і громадських кіл фото про руйнування цивільних об’єктів у Києві та про воєнні злочини у Бучі; надано допомогу в організації регулярних включень військових і експертів в телеефіри провідних телеканалів країни (Еспресо, Прямий, 5-ий), коментарі іноземним ЗМІ (Лучшее радио (Ізраїль), Le Parisien (Франція), 9-ий канал (Ізраїль), Franceinfo (Франція) та іншим. Допомога корисними контактами для Wall Street Journal (США), Ідеот Ахранот (Ізраїль), радіо «НВ», державний телевізійний канал КНР. Сприяння роботі групи журналістів Le Figaro. Крім того, Центром здійснювалася підготовка і поширення в російських соціальних мережах демотиваційних пропагандистських роликів про втрати серед російських військових.
Радником командира ДФТГ міста Києва «Мрія» Баганцем О.В. підготовлені «Пропозиції щодо вдосконалення законодавства про територіальну оборону України», які направлено командуванню Сил територіальної оборони України, Громадській раді при Міністерстві оборони України окремим народним депутатам України, опубліковано в ЗМІ.
Всі завдання територіальної оборони виконуються ДФТГ міста Києва «Мрія» без матеріально-технічного та фінансового забезпечення з боку держави (крім озброєння). Ні з державного бюджету, ні від місцевої влади на функціонування ДФТГ кошти не виділяються незважаючи на те, що чинним законодавством передбачено, що забезпечення матеріально-технічними засобами та фінансування їхньої діяльності здійснюються коштами Державного бюджету України та місцевих бюджетів.

## Бойові втрати
20 березня 2022 року внаслідок вибуху ворожої ракети в ТЦ «Retroville» в місті Києві загинуло 5 та отримали травми різного ступеню тяжкості 13 добровольців ДФТГ міста Києва «Мрія», які були залучені до виконання бойових завдань 72 ОМБр ЗСУ.
Відділом правового забезпечення ДФТГ міста Києва «Мрія» надаються безоплатні юридичні консультації членам сімей добровольців, які загинули або зникли безвісті, внаслідок агресії РФ проти України; проводиться робота щодо забезпечення судового захисту членів формування.
31 серпня 2023 року мер міста Києва Віталій Кличко нагородив відзнаками Київського міського голови (посмертно) добровольців ДФТГ міста Києва «Мрія», які з самого початку широкомасштабного вторгнення росії в Україну, зі зброєю в руках стали на захист столиці:
Романа БУРБІТЬКА (01.05.1993 —  19.03.2022);
Антона КОЗУБЕНКА (23.11.1994 —  19.03.2022);
Єгора КУКЛЄВА (20.01.1999 —  19.03.2022);
Богдана МАЛЮКА (31.05.2001 —  19.03.2022);
Дениса РАЧИНСЬКОГО (17.08.1998 —  19.03.2022), 
а також добровольців, які відстоявши столицю, за покликом серця і душі мобілізувались до лав ЗСУ та загинули в боях за Україну:
Романа БАЖАНА (21.05.1978 —  21.10.2022);
Даніеля ГЕРЛІАНІ (20.06.1998 —  03.06.2022);
Тараса МАРЧАКА (17.12.1979 —  23.04.2023);
Павла ПАНФІЛОВА (27.12.1995 —  23.02.2023);
Романа РАТУШНОГО (05.07.1997 —  09.06.2022);
Максима ЯЛОВЦОВА (05.08.1990 —  21.09.2022) .